# Goghin-2
Pour les articles homonymes, voir Goghin.
Ne doit pas être confondu avec Goghin-1.
Goghin-2 est une localité située dans le département de Tanghin-Dassouri de la province du Kadiogo dans la région Centre au Burkina Faso.

## Géographie
Goghin-2 est situé  à 2 km au nord-ouest de Bazoulé, à 4 km au sud-est de Sané, à 7 km au nord de Tanghin-Dassouri, le chef-lieu du département, et à environ 30 km à l'ouest du centre de Ouagadougou.
Le territoire Goghin-2 est traversé par la ligne d'Abidjan à Ouagadougou, sans gare ou arrêt cependant, et le village est situé à 4 km au nord-ouest de la route nationale 1 reliant Ouagadougou à Bobo Dioulasso.

## Histoire
Goghin-2 (tout comme Sambin) était administrativement rattaché au village de Bazoulé, importante chefferie historique du département, jusqu'à son autonomisation par décret du 7 janvier 2011.

## Santé et éducation
Le centre de soins le plus proche de Goghin-2 est le centre de santé et de promotion sociale (CSPS) de Sané tandis que le centre médical (CM) se trouve à Tanghin-Dassouri et que les hôpitaux sont à Ouagadougou.
Le village possède un centre d'alphabétisation tandis que les élèves du primaire doivent se rendre à l'école de Bazoulé.